# Miocalaspis
Miocalaspis là một chi bọ cánh cứng trong họ Chrysomelidae.
Chi này được miêu tả khoa học năm 1899 bởi Weise.

## Các loài
Các loài trong chi này gồm:
- Miocalaspis ecuadorica Borowiec, 2000
- Miocalaspis flavofasciata Borowiec, 2000